# 妹尾隆彦
妹尾 隆彦（せお たかひこ、1920年（大正9年）- ）は、日本の著作家。

## 略歴
1920年（大正9年）香川県丸亀市生まれ。関西大学専門部卒業。1941年（昭和16年）、大阪税関在職中に応召し、陸軍一等兵として従軍。真珠湾攻撃の知らせをフランス領インドシナのハイフォンで聞く。第55師団歩兵第112連隊第3大隊に所属し、英語を話せるためビルマ戦線で情報の蒐集、住民に対する宣伝を行なう。
総員150名のカチン高原掃蕩隊の一員となり、途上の渡河でカチン族の協力を得たことをきっかけに交流を深める。日本軍の撤収で単身サンプラバムに残った際、すすめられてカチン族のコーカム（王）となり、カチン国の憲法を起案。首相を任命し、裁判を行なう。のちにイギリス軍によって懸賞金がかけられる。
即位1ヵ月後に命令をうけて帰還し、1946年（昭和21年）復員。大蔵事務官、運輸事務官をへて、大阪市港湾局勤務。帰国後、みずからの体験を『カチン族の首かご』として執筆。本書の解説を書いた梅棹忠夫は、妹尾の体験について、ビルマ族に対するカチン族の独立運動だったのではないかと推察している。
大蔵省、運輸省、大阪市役所勤務、1970年日本万国博覧会協会に出向。1975年に定年退職。1976年メキシコのエチェベリア元大統領の顧問として渡墨、国立メキシコ大学で創造工学の講義。1987年日本人のメキシコ移住90周年記念事業団事務総長。

## 著書
- 『カチン族の首かご 人喰人種の王様となった日本兵の記録』梅棹忠夫解説、文藝春秋新社、1957年
  - 『カチン族の首かご』『世界ノンフィクション全集 4』筑摩書房、1960年、所収
  - 『チベット潜行十年 / カチン族の首かご』中山光義編、川喜田二郎解説、偕成社〈少年少女世界のノンフィクション〉1964年 - 年少の読者向けに編集した内容。『チベット潜行十年』は木村肥佐生の著作。
  - 『首がり族の王になる　妹尾一等兵の記録』1972年、少年少女講談社文庫 - 年少の読者向けのリライト（上記『少年少女世界のノンフィクション』とは別内容）。
- 『ほっこまい伝』創元社 1966年